# José María Fraguas

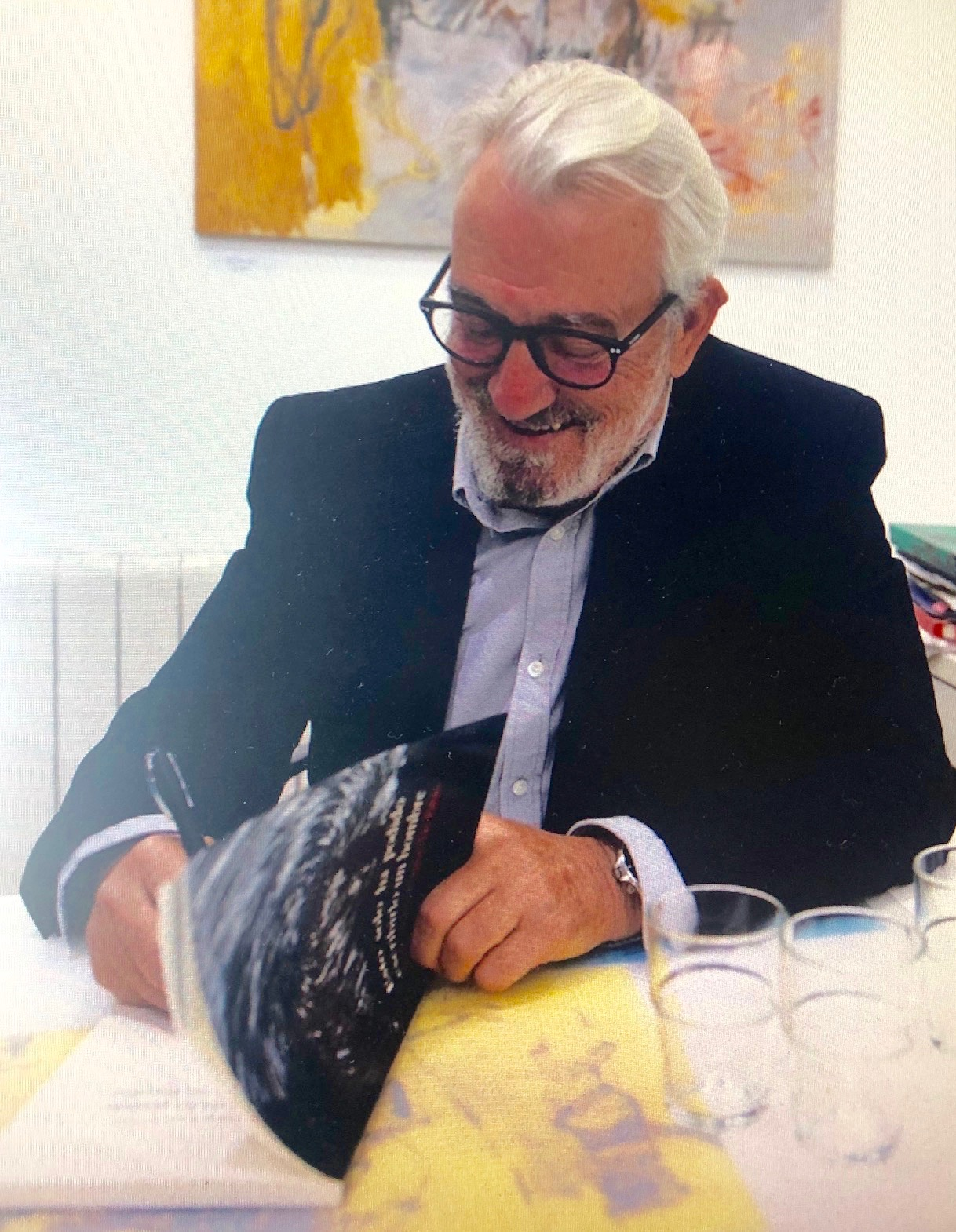
el Autor/Realizador, firmando ejemplares de uno de sus trabajos literarios.

José María Fraguas de Pablo, también conocido como Pirracas (Madrid, 19 de noviembre de 1951) es un realizador español especialmente conocido por su trabajo en TVE. Ha sido además productor ejecutivo, director y guionista de programas. Ha publicado también varias novelas.

## Biografía
Hijo de Antonio Fraguas Saavedra y de María Ascensión de Pablo López. Es el octavo de nueve hermanos, uno de ellos el dibujante Antonio Fraguas de Pablo "Forges". Tras estudiar el bachiller en varios colegios de Madrid y en el Instituto San Isidro  (enlace roto disponible en Internet Archive; véase el historial, la primera versión y la última)., inició el meritoriaje profesional como técnico, participando en más de 20 películas. En 1976 con 24 años, comenzó a colaborar en Televisión Española como guionista, periodista y reportero, para, más tarde, ingresar en plantilla como realizador. En TVE fue Subdirector de Promoción en 1992 y Director de Producción Ejecutiva hasta 1997. 
En 1980 fundó y dirigió la revista de cine "Trávelin". En 1983 acuñó el término pinganillo para referirse a los auriculares de comunicación interna en televisión.
En 1986 fundó y formó parte como letrista y vocalista del grupo de rocksalsa "La Chirla negra totalmente". En 1989, después de la huelga general del 14-D, en TVE, ya con excedencia voluntaria, trabajó en publicidad y para varias cadenas de Televisión Canal Sur, Telemadrid y Canal 9. También para organismos nacionales e internacionales como la Agencia Española de Cooperación Internacional, la Comisión Nacional del Quinto Centenario, así como para varios programas de cooperación exterior de la Unión Europea. Durante la Olimpiadas de Barcelona 92 resgresó a TVE. 
En 2000 fundó e inició un "youtube español", el actual ni existía: la plataforma de televisión para Internet se llamaría: "tvradicam.com"  Hasta 2003 escribió, produjo o dirigió de forma independiente varios documentales de contenido social entre los que se encuentra "La vida después", "Los niños republicanos", "La Semana Santa de Jesús Peralta" "La memoria enterrada", entre otros así como "Picasso: mi amigo en el exilio" sobre la vida de Eugenio Arias Herránz, peluquero y amigo de Picasso con el que participó en diferentes certámenes y aún se proyecta por todo el mundo *.
También es profesor de Lenguaje Audiovisual, realización multicamaras y teleperiodismo e impartió clases como colaborador fijo, en el Instituto Oficial de Radiodifusión y Televisión, *. Así mismo es profesor de cursos de formación sobre Formatos y Contenidos y Análisis de Audiencias.

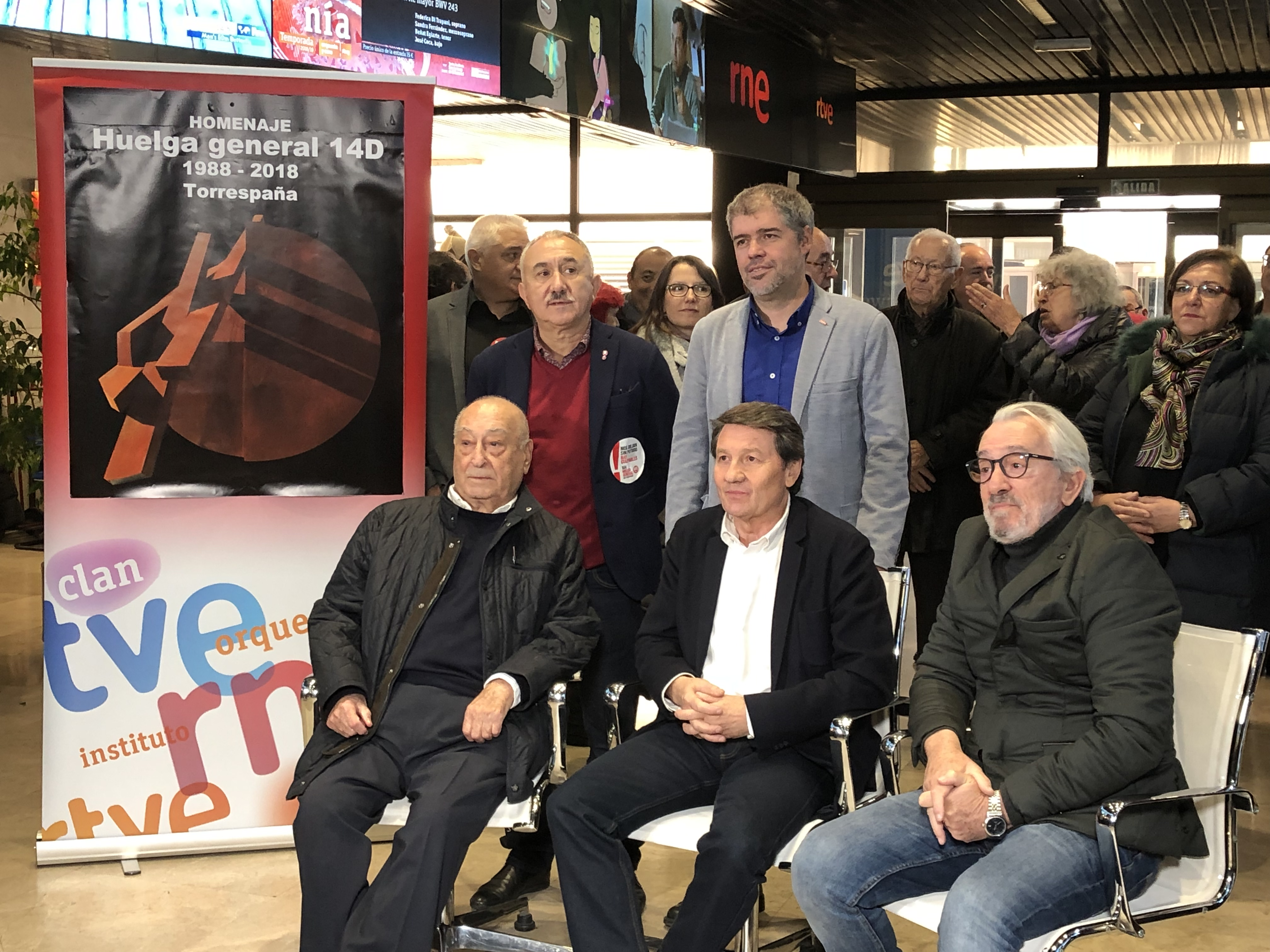
Conmemoración del 30 aniversario de la Huelga General. Torrespaña. TVE. Pepe Álvarez, Unai Sordo, Nicolás Redondo, Antonio Gutiérrez y José María Fraguas

En 2007 publica su primera novela, "La mujer del Farero"  editada por Septem Ediciones un año después "La pirámide de Cartón" (Septem 2008) posteriormente "La caja del cachimán" (2009), "No se lo digas"  (2010), en  2014 "El espejo donde te mirabas  y en 2017 nuevamente con Septem, publica "Esto solo ha podido escribirlo un hombre" .
En 2021 distribuido por AZETA, publica La vida insignificante de Amador Izalde (2021) ISBN 978-84-18840-51-7
El 14 de diciembre de 2018 fue homenajeado en la conmemoración del 30 aniversario de la Huelga General del 14 de diciembre de 1988 en Televisión Española explicando cómo ideó organizar una "cuenta atrás" para asumir colectivamente la desconexión de TVE inicio de la huelga general.

## Vida personal
Es padre de tres hijas y un hijo: Bárbara, Carlota, Olmo y Norte. Es hermano de la Doctora en Comunicación, María Fraguas, del dibujante y caricaturistas Antonio "Forges", del historiador y escritor Enrique Fraguas, así como de Berta, Isabel, María José, Paloma y del periodista Rafael Fraguas. Tiene tres nietos, Aurora, Pepe y Matilde.

## Trayectoria en TV
Tiene en su haber múltiples programas como guionista, realizador y director de diversos formatos y contenidos de TV. Entre ellos:
- 24 horas (1975), con Carmelo Barrera (1975)
- Gente hoy (1976-1980), con Maruja Callaved, Mari Cruz Soriano e Isabel Tenaille
- Parlamento (1981), con Adela Cantalapiedra
- Cobertura exterior del intento de Golpe de Estado del 23 de febrero de 1981 Golpe de Estado en España de 1981.
- La Tarde (1982; 1988-1989), con Pepe Navarro, Isabel Gemio y Andrés Aberasturi 89.
- Mixto con... (1983).
- Telediario (1983), con Rosa María Artal y Pablo Sebastián
- Voces del cambio (1983), con J.A. Rodríguez
- Silencio se juega (1984), con El Gran Wyoming, Paula Gardoqui y Maestro Reverendo
- Teleobjetivo (1985), con Baltasar Magro y Sol Alameda
- Transmisión de la Firma del Tratado de Adhesión de España y Portugal a la CE (1985).
- Buenos días (1986), con José Antonio Martínez Soler
- ¿Usted qué opina? (1987), con Manolo Saco
- Tal Cual (1989) , con Manuel Hidalgo
- Saque bola (1990), con Emilio Aragón Tomás Summers, Rafael Soler y Víctor Postigo
- Deforme semanal (1991), con Forges
- Tres más una (1991), con.Forges, Andrés Aberasturi y José Luis Garci
- Original y copia (1991), con Asunción Embuena
- Clip, Clap, vídeo (1994). (Director Producción Ejecutiva).TP de oro al mejor programa musical
- El orgullo del Tercer Mundo (1994/1996), con Faemino y Cansado. (Director Producción Ejecutiva).
- Gala Fin de Año 1996: Empieza con la Primera (1996), con Norma Duval y Bermúdez .
- Adós (1997), con Martes y Trece último programa como despedida del dúo.
- Atrévete a soñar (2000), con Matilde Fernández y Julio Sabala.
- Agrosfera, con Lourdes Zuriaga (2001).

## Novelas publicadas
- La mujer del farero (2007) ISBN 978-84-96491-57-1 *
- La pirámide de cartón (2008) ISBN 978-84-96491-84-7 *
- La caja del cachimán (2009 ) ISBN 978-84-92536-31-3 *
- No se lo digas (2010) ISBN 978-84-92536-50-4 *
- El espejo donde te mirabas (2014) ISBN 978-84-16053-11-7 *
- Esto solo ha podido escribirlo un hombre (2017) ISBN 978-84-16053-65-0 *
- La vida insignificante de Amador Izalde (2021) ISBN 978-84-18840-51-7 *
- Desde el solitario mirador del olvido (2024)  978-84-10232259